# فرناندو أستينغو
فرناندو أستينغو (بالإسبانية: Fernando Astengo)‏ هو مدرب كرة قدم ولاعب كرة قدم تشيلي في مركز الدفاع، ولد في 8 يناير 1960 في سانتياغو في تشيلي. شارك مع منتخب تشيلي لكرة القدم. أما مع النوادي، فقد لعب مع أوداكس إيتاليانو وغريميو بورتو أليغرينزي وكولو-كولو ويونيون إسبانيولا.

## وصلات خارجية
- فرناندو أستينغو على موقع قاعدة بيانات كرة القدم.إي يو (الإنجليزية)
- فرناندو أستينغو على موقع ناشيونال فوتبول تيمز (الإنجليزية)
- فرناندو أستينغو على موقع عالم كرة القدم.نت (الإنجليزية)